# Xanadu (Electric Light Orchestra)
Xanadu è il nono album del gruppo musicale di rock sinfonico britannico Electric Light Orchestra, pubblicato nel 1980. Rappresenta la colonna sonora del film musicale Xanadu. Il disco contiene brani della band degli Electric Light Orchestra e della cantante australiana Olivia Newton-John.

## Tracce
Lato 1 (Olivia Newton-John)
Testi e musiche di John Farrar.
1. Magic – 4:31
2. Suddenly (con Cliff Richard) – 4:02
3. Dancin' (con The Tubes) – 5:17
4. Suspended in Time – 3:55
5. Whenever You're Away from Me (con Gene Kelly) – 4:22

Lato 2 (Electric Light Orchestra)
Testi e musiche di Jeff Lynne.
1. I'm Alive – 3:46
2. The Fall – 3:34
3. Don't Walk Away – 4:48
4. All Over the World – 4:04
5. Xanadu (con Olivia Newton-John) – 3:28

## Formazione
- Jeff Lynne – voce, chitarra, tastiera, sintetizzatore
- Bev Bevan – batteria, percussioni
- Richard Tandy – pianoforte, tastiera, sintetizzatore
- Kelly Groucutt – basso, cori

## Classifiche

### Classifiche settimanali
| Classifica (1980) | Posizione massima |
| ----------------- | ----------------- |
| Australia         | 1                 |
| Austria           | 1                 |
| Canada            | 2                 |
| Finlandia         | 6                 |
| Germania          | 1                 |
| Italia            | 10                |
| Norvegia          | 1                 |
| Nuova Zelanda     | 8                 |
| Paesi Bassi       | 1                 |
| Regno Unito       | 2                 |
| Spagna            | 1                 |
| Stati Uniti       | 4                 |
| Svezia            | 1                 |
| Svizzera          | 1                 |

### Classifiche di fine anno
| Classifica (1980) | Posizione |
| ----------------- | --------- |
| Australia         | 12        |
| Austria           | 6         |
| Canada            | 21        |
| Germania          | 21        |
| Italia            | 29        |
| Nuova Zelanda     | 45        |
| Paesi Bassi       | 23        |
| Regno Unito       | 53        |